# Leucocoryne narcissoides
Leucocoryne narcissoides är en amaryllisväxtart som beskrevs av Rodolfo Amando Philippi. Leucocoryne narcissoides ingår i släktet Leucocoryne och familjen amaryllisväxter. Inga underarter finns listade i Catalogue of Life.